# TJ Slovan Ostrava
Tělovýchovná jednota Slovan Ostrava je český klub, založený v březnu roku 1919. Jde o nejstarší dosud aktivní klub v Ostravě, hrající v sezóně 2022/2023. Muži A Slovanu Ostrava hrají aktuálně Městskou soutěž v Ostravě. 
Po přenechání 1B.Třídy Vítkovicím a Ženský tým taktéž přenechány Vítkovicím 
Je Slovan opět v nejnižší soutěži  
Patronem klubu je bývalý reprezentant Martin Lukeš. V 80. letech 20. století zde nastupovali mj. bývalí prvoligoví hráči Josef Plesinger a Lumír Mochel.
V sezonách 1935/36, 1936/37 a 1937/38 byl SK Slovan Moravská Ostrava účastníkem Moravskoslezské divize, která byla v letech 1934–1948 jednou ze skupin druhé nejvyšší soutěže.

## Historie
SK Slovan Ostrava byl založen roku 1919 a nazýval se původně SK Moravská Ostrava – Františkovo Údolí. Podnět k založení klubu dal brankář a později fotbalový rozhodčí Karel Madura. Prvním předsedou klubu byl zvolen na ustavující schůzi Josef Švider. Od města byl získán pozemek na hřiště za starou Střelnicí u betonového mostu. Toto hřiště sloužilo klubu až do r. 1930. V roce 1930 bylo dokončeno nové hřiště u Výstaviště a hřiště za Střelnicí zrušeno. V 70. letech se Slovan přestěhoval na nový stadion, a to stadion Odborářů. V roce 1979 byl Slovan sloučen s klubem Čechie Hulváky a působil pod názvem TJ Slovan PS Ostrava. Novým hřištěm se tak stalo hřiště v Hulvákách, kde Slovan působí dodnes. Od roku 1990 nese současný název TJ Slovan Ostrava.

## Umístění v jednotlivých sezonách
Legenda: Z – zápasy, V – výhry, R – remízy, P – porážky, VG – vstřelené góly, OG – obdržené góly, +/− – rozdíl skóre, B – body, červené podbarvení – sestup, zelené podbarvení – postup, fialové podbarvení – reorganizace, změna skupiny či soutěže
| Československo (1919 – 1939)             |                                                             |                                                             |                                                             |                                                             |                                                             |                                                             |                                                             |                                                             |                                                             |                                                             |                                                             |
| Sezóny                                   | Liga                                                        | Úroveň                                                      | Z                                                           | V                                                           | R                                                           | P                                                           | VG                                                          | OG                                                          | +/−                                                         | B                                                           | Pozice                                                      |
| ...                                      |                                                             |                                                             |                                                             |                                                             |                                                             |                                                             |                                                             |                                                             |                                                             |                                                             |                                                             |
| 1934/35                                  | I. A třída SŽF                                              | 3                                                           |                                                             | ...                                                         | ...                                                         | ...                                                         | ...                                                         | ...                                                         | ...                                                         |                                                             |                                                             |
| 1935/36                                  | Moravskoslezská divize                                      | 2                                                           | 22                                                          | 12                                                          | 2                                                           | 8                                                           | 60                                                          | 46                                                          | +14                                                         | 26                                                          | 5.                                                          |
| 1936/37                                  | Moravskoslezská divize                                      | 2                                                           | 22                                                          | 8                                                           | 6                                                           | 8                                                           | 57                                                          | 48                                                          | +9                                                          | 22                                                          | 5.                                                          |
| 1937/38                                  | Moravskoslezská divize                                      | 2                                                           | 26                                                          | 5                                                           | 3                                                           | 18                                                          | 40                                                          | 103                                                         | −63                                                         | 13                                                          | 13.                                                         |
| 1938/39                                  | I. A třída SŽF                                              | 3                                                           |                                                             | ...                                                         | ...                                                         | ...                                                         | ...                                                         | ...                                                         | ...                                                         |                                                             |                                                             |
| Protektorát Čechy a Morava (1939 – 1945) |                                                             |                                                             |                                                             |                                                             |                                                             |                                                             |                                                             |                                                             |                                                             |                                                             |                                                             |
| Sezóny                                   | Liga                                                        | Úroveň                                                      | Z                                                           | V                                                           | R                                                           | P                                                           | VG                                                          | OG                                                          | +/−                                                         | B                                                           | Pozice                                                      |
| ...                                      |                                                             |                                                             |                                                             |                                                             |                                                             |                                                             |                                                             |                                                             |                                                             |                                                             |                                                             |
| 1944/45                                  | Končila druhá světová válka, pravidelné soutěže se nehrály. | Končila druhá světová válka, pravidelné soutěže se nehrály. | Končila druhá světová válka, pravidelné soutěže se nehrály. | Končila druhá světová válka, pravidelné soutěže se nehrály. | Končila druhá světová válka, pravidelné soutěže se nehrály. | Končila druhá světová válka, pravidelné soutěže se nehrály. | Končila druhá světová válka, pravidelné soutěže se nehrály. | Končila druhá světová válka, pravidelné soutěže se nehrály. | Končila druhá světová válka, pravidelné soutěže se nehrály. | Končila druhá světová válka, pravidelné soutěže se nehrály. | Končila druhá světová válka, pravidelné soutěže se nehrály. |
| Československo (1945 – 1993)             |                                                             |                                                             |                                                             |                                                             |                                                             |                                                             |                                                             |                                                             |                                                             |                                                             |                                                             |
| Sezóny                                   | Liga                                                        | Úroveň                                                      | Z                                                           | V                                                           | R                                                           | P                                                           | VG                                                          | OG                                                          | +/−                                                         | B                                                           | Pozice                                                      |
| ...                                      |                                                             |                                                             |                                                             |                                                             |                                                             |                                                             |                                                             |                                                             |                                                             |                                                             |                                                             |
| 1985/86                                  | Severomoravský krajský přebor – sk. A                       | 5                                                           | 26                                                          | 6                                                           | 5                                                           | 15                                                          | 33                                                          | 53                                                          | −20                                                         | 17                                                          | 11.                                                         |
| ...                                      |                                                             |                                                             |                                                             |                                                             |                                                             |                                                             |                                                             |                                                             |                                                             |                                                             |                                                             |
| 1989/90                                  | I. A třída Severomoravského kraje                           | 6                                                           | 26                                                          | 8                                                           | 8                                                           | 10                                                          | 30                                                          | 31                                                          | −1                                                          | 24                                                          | 11.                                                         |
| 1990/91                                  | I. A třída Severomoravského kraje                           | 6                                                           | 26                                                          | 6                                                           | 10                                                          | 10                                                          | 32                                                          | 44                                                          | −12                                                         | 22                                                          | 11.                                                         |
| ...                                      |                                                             |                                                             |                                                             |                                                             |                                                             |                                                             |                                                             |                                                             |                                                             |                                                             |                                                             |
| 1992/93                                  | I. A třída Slezské župy – sk. B                             | 6                                                           | 26                                                          | 6                                                           | 9                                                           | 11                                                          | 30                                                          | 40                                                          | −10                                                         | 21                                                          | 12.                                                         |
| Česko (1993 – )                          |                                                             |                                                             |                                                             |                                                             |                                                             |                                                             |                                                             |                                                             |                                                             |                                                             |                                                             |
| Sezóny                                   | Liga                                                        | Úroveň                                                      | Z                                                           | V                                                           | R                                                           | P                                                           | VG                                                          | OG                                                          | +/−                                                         | B                                                           | Pozice                                                      |
| 1993/94                                  | I. A třída Slezské župy – sk. A                             | 6                                                           | 26                                                          | 6                                                           | 10                                                          | 10                                                          | 34                                                          | 44                                                          | −10                                                         | 22                                                          | 11.                                                         |
| 1994/95                                  | I. A třída Slezské župy – sk. A                             | 6                                                           | 26                                                          | 11                                                          | 5                                                           | 10                                                          | 43                                                          | 47                                                          | −4                                                          | 38                                                          | 5.                                                          |
| 1995/96                                  | I. A třída Slezské župy – sk. A                             | 6                                                           | 26                                                          | 8                                                           | 6                                                           | 12                                                          | 42                                                          | 55                                                          | −13                                                         | 30                                                          | 10.                                                         |
| 1996/97                                  | I. A třída Slezské župy – sk. A                             | 6                                                           | 26                                                          | 9                                                           | 4                                                           | 13                                                          | 20                                                          | 51                                                          | −31                                                         | 31                                                          | 11.                                                         |
| 1997/98                                  | I. A třída Slezské župy – sk. A                             | 6                                                           | 26                                                          | 8                                                           | 5                                                           | 13                                                          | 42                                                          | 45                                                          | −3                                                          | 29                                                          | 13.                                                         |
| 1998/99                                  | I. B třída Slezské župy – sk. C                             | 7                                                           | 26                                                          | 12                                                          | 4                                                           | 10                                                          | 44                                                          | 45                                                          | −1                                                          | 40                                                          | 4.                                                          |
| ...                                      |                                                             |                                                             |                                                             |                                                             |                                                             |                                                             |                                                             |                                                             |                                                             |                                                             |                                                             |
| 2000/01                                  | I. B třída Slezské župy – sk. B                             | 7                                                           | 26                                                          | 8                                                           | 5                                                           | 13                                                          | 38                                                          | 65                                                          | −27                                                         | 29                                                          | 13.                                                         |
| ...                                      |                                                             |                                                             |                                                             |                                                             |                                                             |                                                             |                                                             |                                                             |                                                             |                                                             |                                                             |
| 2002/03                                  | I. B třída Moravskoslezského kraje – sk. B                  | 7                                                           | 26                                                          | 8                                                           | 5                                                           | 13                                                          | 30                                                          | 57                                                          | −27                                                         | 29                                                          | 13.                                                         |
| 2003/04                                  | Ostravský městský přebor                                    | 8                                                           |                                                             | ...                                                         | ...                                                         | ...                                                         | ...                                                         | ...                                                         | ...                                                         |                                                             |                                                             |
| 2004/05                                  | Ostravský městský přebor                                    | 8                                                           |                                                             | ...                                                         | ...                                                         | ...                                                         | ...                                                         | ...                                                         | ...                                                         |                                                             |                                                             |
| 2005/06                                  | Ostravský městský přebor                                    | 8                                                           | 24                                                          | 12                                                          | 5                                                           | 7                                                           | 65                                                          | 38                                                          | +27                                                         | 41                                                          | 4.                                                          |
| 2006/07                                  | Ostravský městský přebor                                    | 8                                                           | 24                                                          | 17                                                          | 1                                                           | 6                                                           | 102                                                         | 38                                                          | +64                                                         | 52                                                          | 3.                                                          |
| 2007/08                                  | Ostravský městský přebor                                    | 8                                                           | 26                                                          | 21                                                          | 3                                                           | 2                                                           | 90                                                          | 27                                                          | +63                                                         | 66                                                          | 1.                                                          |
| 2008/09                                  | I. B třída Moravskoslezského kraje – sk. B                  | 7                                                           | 26                                                          | 4                                                           | 2                                                           | 20                                                          | 39                                                          | 70                                                          | −31                                                         | 14                                                          | 14.                                                         |
| 2009/10                                  | Ostravský městský přebor                                    | 8                                                           | 26                                                          | 13                                                          | 4                                                           | 9                                                           | 61                                                          | 43                                                          | +18                                                         | 43                                                          | 5.                                                          |
| 2010/11                                  | Ostravský městský přebor                                    | 8                                                           | 26                                                          | 18                                                          | 3                                                           | 5                                                           | 90                                                          | 36                                                          | +54                                                         | 57                                                          | 3.                                                          |
| 2011/12                                  | Ostravský městský přebor                                    | 8                                                           | 26                                                          | 8                                                           | 5                                                           | 13                                                          | 44                                                          | 59                                                          | −15                                                         | 29                                                          | 10.                                                         |
| 2012/13                                  | Ostravský městský přebor                                    | 8                                                           | 26                                                          | 10                                                          | 6                                                           | 10                                                          | 65                                                          | 56                                                          | +9                                                          | 36                                                          | 5.                                                          |
| 2013/14                                  | Ostravský městský přebor                                    | 8                                                           | 24                                                          | 15                                                          | 5                                                           | 4                                                           | 94                                                          | 37                                                          | +57                                                         | 50                                                          | 4.                                                          |
| 2014/15                                  | Ostravský městský přebor                                    | 8                                                           | 30                                                          | 22                                                          | 2                                                           | 6                                                           | 104                                                         | 37                                                          | +67                                                         | 68                                                          | 2.                                                          |
| 2015/16                                  | Ostravský městský přebor                                    | 8                                                           | 34                                                          | 25                                                          | 5                                                           | 4                                                           | 126                                                         | 47                                                          | +79                                                         | 80                                                          | 3.                                                          |
| 2016/17                                  | Ostravský městský přebor                                    | 8                                                           | 26                                                          | 16                                                          | 5                                                           | 5                                                           | 87                                                          | 37                                                          | +50                                                         | 53                                                          | 3.                                                          |
| 2017/18                                  | Ostravský městský přebor                                    | 8                                                           | 26                                                          | 24                                                          | 1                                                           | 1                                                           | 121                                                         | 30                                                          | +91                                                         | 73                                                          | 1.                                                          |
| 2018/19                                  | I. B třída Moravskoslezského kraje – sk. B                  | 7                                                           | 26                                                          | 16                                                          | 5                                                           | 5                                                           | 77                                                          | 48                                                          | +29                                                         | 53                                                          | 1.                                                          |
| 2019/20                                  | I.A třída Moravskoslezského kraje – sk. A                   | 6                                                           | 13                                                          | 3                                                           | 0                                                           | 10                                                          | 22                                                          | 36                                                          | -14                                                         | 9                                                           | 13.                                                         |
| 2020/21                                  | I.A třída Moravskoslezského kraje – sk. A                   | 6                                                           | 9                                                           | 1                                                           | 1                                                           | 7                                                           | 4                                                           | 29                                                          | -25                                                         | 4                                                           | 14.                                                         |
| 2021/22                                  | I.A třída Moravskoslezského kraje – sk. A                   | 6                                                           | 26                                                          | 2                                                           | 2                                                           | 22                                                          | 27                                                          | 104                                                         | -77                                                         | 8                                                           | 14.                                                         |

Poznámky:
- 2019/20 a 2020/21: Tyto sezony byly předčasně ukončeny z důvodu pandemie covidu-19 v Česku.